# 新哈林格西尔
新哈林格西尔是德国下萨克森州的一个市镇。总面积24.55平方公里，总人口1104人，其中男性551人，女性553人（2011年12月31日），人口密度45人/平方公里。